# Championnat du monde des voitures de sport 1971
1970 1972
Le Championnat du monde des voitures de sport 1971 est la 19e saison du Championnat du monde des voitures de sport (WSC) FIA. Il est ouvert aux voitures Sport-prototypes pour les catégories S (Sports) et P (Prototype) et aux Grand Tourisme pour la catégorie GT. Ce championnat s'est couru du 10 janvier 1971 au 24 juillet 1971, comprenant onze courses.

## Calendrier
| Manche | Course                                        | Circuit                        | Participants | Date             |
| ------ | --------------------------------------------- | ------------------------------ | ------------ | ---------------- |
| 1      | 1 000 km de Buenos Aires†                     | Autódromo Oscar Alfredo Gálvez | 22           | 10 janvier       |
| 2      | 24 Heures de Daytona Beach                    | Daytona International Speedway | 48           | 30 au 31 janvier |
| 3      | 12 Heures de Sebring                          | Sebring International Raceway  | 57           | 20 mars          |
| 4      | 1 000 km de Brands Hatch - BOAC†              | Brands Hatch                   | 24           | 4 avril          |
| 5      | 1 000 km de Monza - Trofeo Filippo Caracciolo | Autodromo Nazionale di Monza   | 29           | 25 avril         |
| 6      | 1 000 km de Spa                               | Circuit de Spa-Francorchamps   | 28           | 9 mai            |
| 7      | Targa Florio                                  | Palermo                        | 75           | 16 mai           |
| 8      | 1 000 km du Nürburgring - ADAC                | Nürburgring                    | 51           | 30 mai           |
| 9      | 24 Heures du Mans                             | Le Mans                        | 49           | 12 au 13 juin    |
| 10     | 1 000 km de Zeltweg                           | Österreichring                 | 23           | 27 juin          |
| 11     | 6 Heures de Watkins Glen                      | Watkins Glen International     | 26           | 24 juillet       |

† - Course n'acceptant que les voitures de Sport-Prototypes, les GT ne participant pas.

## Résultats de la saison

### Attribution des points
Les points sont distribués aux six premiers de chaque course dans l'ordre de 9-6-4-3-2-1 points.
Les constructeurs ne reçoivent les points que de leur voiture la mieux classée, les autres voitures du même constructeur ne marquant aucun point.

### Courses
| Manche | Circuit           | Équipe vainqueur Sports-Prototype | Équipe vainqueur GT                | Résultats |
| Manche | Circuit           | Pilote vainqueur Sports-Prototype | Pilote vainqueur GT                | Résultats |
| ------ | ----------------- | --------------------------------- | ---------------------------------- | --------- |
| 1      | Buenos Aires      | #30 John Wyer Automotive          | Aucun                              | Résultats |
| 1      | Buenos Aires      | Jo Siffert Derek Bell             |                                    | Résultats |
| 2      | Daytona           | #2 John Wyer Automotive           | #11 Owens Corning Fiberglass       | Résultats |
| 2      | Daytona           | Pedro Rodriguez Jackie Oliver     | Tony DeLorenzo Don Yenko           | Résultats |
| 3      | Sebring           | #3 Martini Racing                 | #48 John Greenwood Racing          | Résultats |
| 3      | Sebring           | Vic Elford Gérard Larrousse       | John Greenwood Dick Smothers       | Résultats |
| 4      | Brands Hatch      | #54 Autodelta SpA                 | Aucun                              | Résultats |
| 4      | Brands Hatch      | Andrea de Adamich Henri Pescarolo |                                    | Résultats |
| 5      | Monza             | #2 John Wyer Automotive           | #50 Kremer Racing                  | Résultats |
| 5      | Monza             | Pedro Rodriguez Jackie Oliver     | Erwin Kremer Günther Huber         | Résultats |
| 6      | Spa-Francorchamps | #21 John Wyer Automotive          | #46 Kremer Racing                  | Résultats |
| 6      | Spa-Francorchamps | Pedro Rodriguez Jackie Oliver     | Erwin Kremer Günther Huber         | Résultats |
| 7      | Palermo           | #5 Autodelta SpA                  | #42 Porsche Club Romand            | Résultats |
| 7      | Palermo           | Nino Vaccarella Toine Hezemans    | Bernard Cheneviére Paul Keller     | Résultats |
| 8      | Nürburgring       | #3 Martini Racing                 | #82 Kremer Racing                  | Résultats |
| 8      | Nürburgring       | Vic Elford Gérard Larrousse       | Erwin Kremer Jürgen Neuhaus        | Résultats |
| 9      | Le Mans           | #22 Martini Racing                | #63 ASA Cachia Bundi               | Résultats |
| 9      | Le Mans           | Helmut Marko Gijs van Lennep      | Raymond Touroul André Anselme      | Résultats |
| 10     | Österreichring    | #16 John Wyer Automotive          | #43 Peter Kersten                  | Résultats |
| 10     | Österreichring    | Pedro Rodriguez Richard Attwood   | Peter Kersten Clemens Schickentanz | Résultats |
| 11     | Watkins Glen      | #30 Autodelta SpA                 | #49 John Greenwood Racing          | Résultats |
| 11     | Watkins Glen      | Andrea de Adamich Ronnie Peterson | John Greenwood Robert R. Johnson   | Résultats |

### Championnat du monde des constructeurs
Il y a deux classements, un premier pour toutes les catégories et un deuxième pour la catégorie GT uniquement.
Les voitures qui participent aux courses et qui ne font pas partie des catégories S (Sport), P (Prototypes) ou GT (Grand Tourisme) ne sont pas inscrites au championnat. Seuls les huit meilleurs résultats sont pris en compte dans le classement. Les autres points ne sont pas comptabilisés et sont indiqués en italique.

#### Classement toutes catégories
| Pos | Constructeur | 1 | 2 | 3 | 4 | 5 | 6 | 7 | 8 | 9 | 10 | 11 | Total |
| --- | ------------ | - | - | - | - | - | - | - | - | - | -- | -- | ----- |
| 1   | Porsche      | 9 | 9 | 9 | 4 | 9 | 9 | 3 | 9 | 9 | 9  | 6  | 72    |
| 2   | Alfa Romeo   | 4 |   | 6 | 9 | 4 | 4 | 9 | 3 |   | 6  | 9  | 51    |
| 3   | Ferrari      | 2 | 6 | 1 | 6 | 1 |   |   |   | 4 | 3  | 3  | 26    |
| 4   | Lola         |   |   |   |   |   | 1 | 4 |   |   |    |    | 5     |
| 5   | Chevrolet    |   | 3 |   |   |   |   |   |   |   |    | 2  | 5     |

#### Classement catégorie GT
La catégorie GT n'a pas participé aux première et quatrième manches. Seuls les sept meilleurs résultats sont retenus pour le championnat
| Pos | Constructeur | 1 | 2 | 3 | 4 | 5 | 6 | 7 | 8 | 9 | 10 | 11 | Total |
| --- | ------------ | - | - | - | - | - | - | - | - | - | -- | -- | ----- |
| 1   | Porsche      |   | 4 | 6 |   | 9 | 9 | 9 | 9 | 9 | 9  | 6  | 60    |
| 2   | Chevrolet    |   | 9 | 9 |   |   | 1 |   |   |   |    | 9  | 28    |
| 3   | Opel         |   |   |   |   |   |   | 3 |   |   |    |    | 3     |
| 4   | Alfa Romeo   |   |   |   |   |   |   | 1 |   |   |    |    | 1     |